# Elecciones al Parlamento de La Rioja de 1983
Las elecciones al Parlamento de La Rioja de 1983 se celebraron el día 8 de mayo. En ellas venció por mayoría absoluta el PSOE, proclamándose presidente José María de Miguel Gil. En septiembre de 1986 los tres diputados del PDP abandonaron el Grupo Popular.

## Resultados

### General
| Elecciones al Parlamento de La Rioja de 1983 → |                                          |                             |        |       |         |     |
| Presidente y gobierno | Partido                                  | Candidato                   | Votos  | %     | Escaños | +/- |
| - Presidente: - Gobierno: PSOE - Censo: 194.994 - Votantes: 136.964 (70,2%) - Abstención: 58.030 (29,8%) - Válidos: 135.359 - A candidatura: 134.269 (99,2%) | Partido Socialista Obrero Español (PSOE) | José María de Miguel        | 63.848 | 47,55 | 18      |     |
| - Presidente: - Gobierno: PSOE - Censo: 194.994 - Votantes: 136.964 (70,2%) - Abstención: 58.030 (29,8%) - Válidos: 135.359 - A candidatura: 134.269 (99,2%) | Coalición Popular (AP-PDP-UL)            | Joaquín Espert              | 54.121 | 40,31 | 15 a    |     |
| - Presidente: - Gobierno: PSOE - Censo: 194.994 - Votantes: 136.964 (70,2%) - Abstención: 58.030 (29,8%) - Válidos: 135.359 - A candidatura: 134.269 (99,2%) | Partido Riojano Progresista (PRP)        | Luis Javier Rodríguez Moroy | 10.102 | 7,52  | 2       |     |
| - Presidente: - Gobierno: PSOE - Censo: 194.994 - Votantes: 136.964 (70,2%) - Abstención: 58.030 (29,8%) - Válidos: 135.359 - A candidatura: 134.269 (99,2%) | Centro Democrático y Social (CDS)        |                             | 3.264  | 2,43  | 0       |     |
| - Presidente: - Gobierno: PSOE - Censo: 194.994 - Votantes: 136.964 (70,2%) - Abstención: 58.030 (29,8%) - Válidos: 135.359 - A candidatura: 134.269 (99,2%) | Partido Comunista de España (PCE)        |                             | 2.934  | 2,19  | 0       |     |
| - Presidente: - Gobierno: PSOE - Censo: 194.994 - Votantes: 136.964 (70,2%) - Abstención: 58.030 (29,8%) - Válidos: 135.359 - A candidatura: 134.269 (99,2%) | En blanco                                | N/A                         | 1.090  | 0,8   | N/A     | N/A |
| - Presidente: - Gobierno: PSOE - Censo: 194.994 - Votantes: 136.964 (70,2%) - Abstención: 58.030 (29,8%) - Válidos: 135.359 - A candidatura: 134.269 (99,2%) | Nulos                                    | N/A                         |        |       | N/A     | N/A |

a De ellos 12 de AP y 3 del PDP.

### Elección e investidura del Presidente de la Rioja
| Candidato                   | Fecha                                                  | Voto       |    |    | PR | Total |
| --------------------------- | ------------------------------------------------------ | ---------- | -- | -- | -- | ----- |
| José María de Miguel (PSOE) | 28 de mayo de 1983 Mayoría requerida: Absoluta (18/35) | Sí         | 18 |    |    | 18/35 |
| José María de Miguel (PSOE) | 28 de mayo de 1983 Mayoría requerida: Absoluta (18/35) | No         |    | 15 |    | 15/35 |
| José María de Miguel (PSOE) | 28 de mayo de 1983 Mayoría requerida: Absoluta (18/35) | Abstención |    |    | 2  | 2/35  |

- Datos: Q5827537